# Gole del Velino
Le gole del Velino (o di Sigillo, da non confondere con le vicine Gole di Antrodoco) sono delle gole situate in provincia di Rieti (Lazio), all'interno dei territori dei comuni di Antrodoco, Micigliano e Posta, create dallo scorrere del fiume Velino. Comprese tra i siti di interesse comunitario del Lazio, sono state definite dal Touring Club Italiano «forse la [forra] più selvaggia e suggestiva di tutto l'Appennino».

## Descrizione

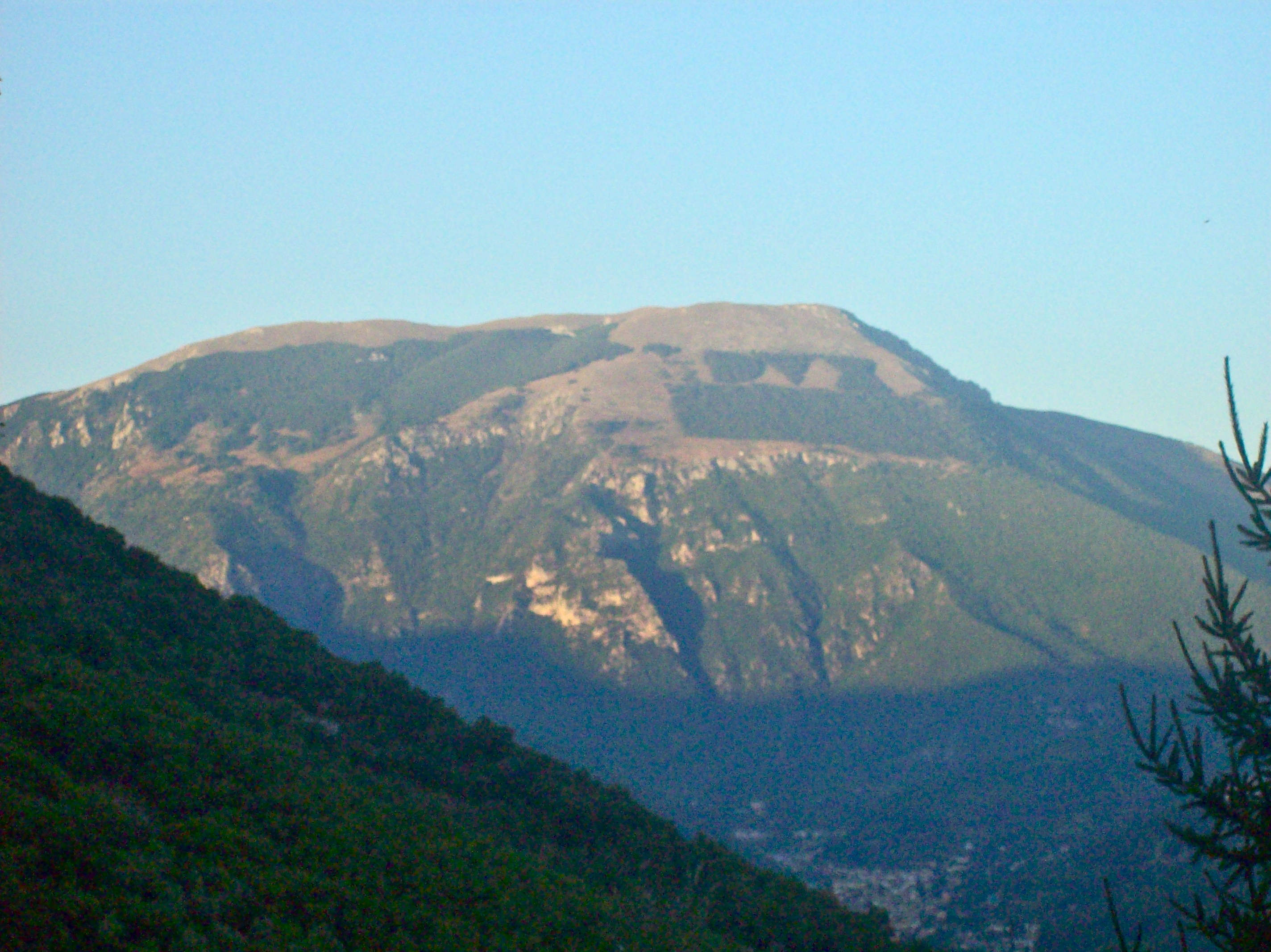
il Monte Giano, in basso a dx l'imbocco delle Gole di Antrodoco, a sx quello delle Gole del Velino

Rappresentano un tratto della valle del Velino dove il fiume ha scavato una fossa molto profonda tra pareti a precipizio, stretta tra il massiccio del monte Terminillo ad ovest e l'appennino abruzzese (parte settentrionale della catena centrale abruzzese con i monti Giano e Cerreto) ad est. Le gole si allungano in direzione nord-sud per circa 14 km; hanno inizio a Posta, 720 m s.l.m., e proseguono in discesa fino a terminare ad Antrodoco, 495 m s.l.m., che rappresenta la porta di accesso da sud. Da Antrodoco il fiume prosegue verso ovest e la sua valle si allarga e più avanti diventa la Piana di San Vittorino, mentre ad est dipartono le più piccole gole di Antrodoco. Il territorio delle gole è interessato da fenomeni carsici e dalla presenza di diverse grotte: la Grotta di San Quirico, la Grotta Oscura, le Grotte di Romualdo, lo Strambo del Paladino e il Fosso di Portella.

### Punti di interesse
Percorrendo le gole sulla Salaria da Antrodoco a Posta, risalendo la valle del Velino, si osservano nell'ordine:
- il Fosso dei Maiori, che viene superato a circa un chilometro e mezzo da Antrodoco[4];
- sulla destra, l'abbazia benedettina dei Santi Quirico e Giulitta (X secolo), importante centro di potere nel medioevo, abbandonata nel Seicento[1];
- a sinistra, il bivio con la strada provinciale 15 che conduce a Micigliano, piccolo villaggio posto a 925 m s.l.m. alle falde del Terminillo;
- a 7 km da Antrodoco, sulla sinistra, il Masso dell'Orso, una rupe che si erge quasi verticalmente sul fiume, tagliata dai romani per un'altezza di 30 metri e per quasi 20 di lunghezza, allo scopo di permettere il passaggio della Via Salaria[1];

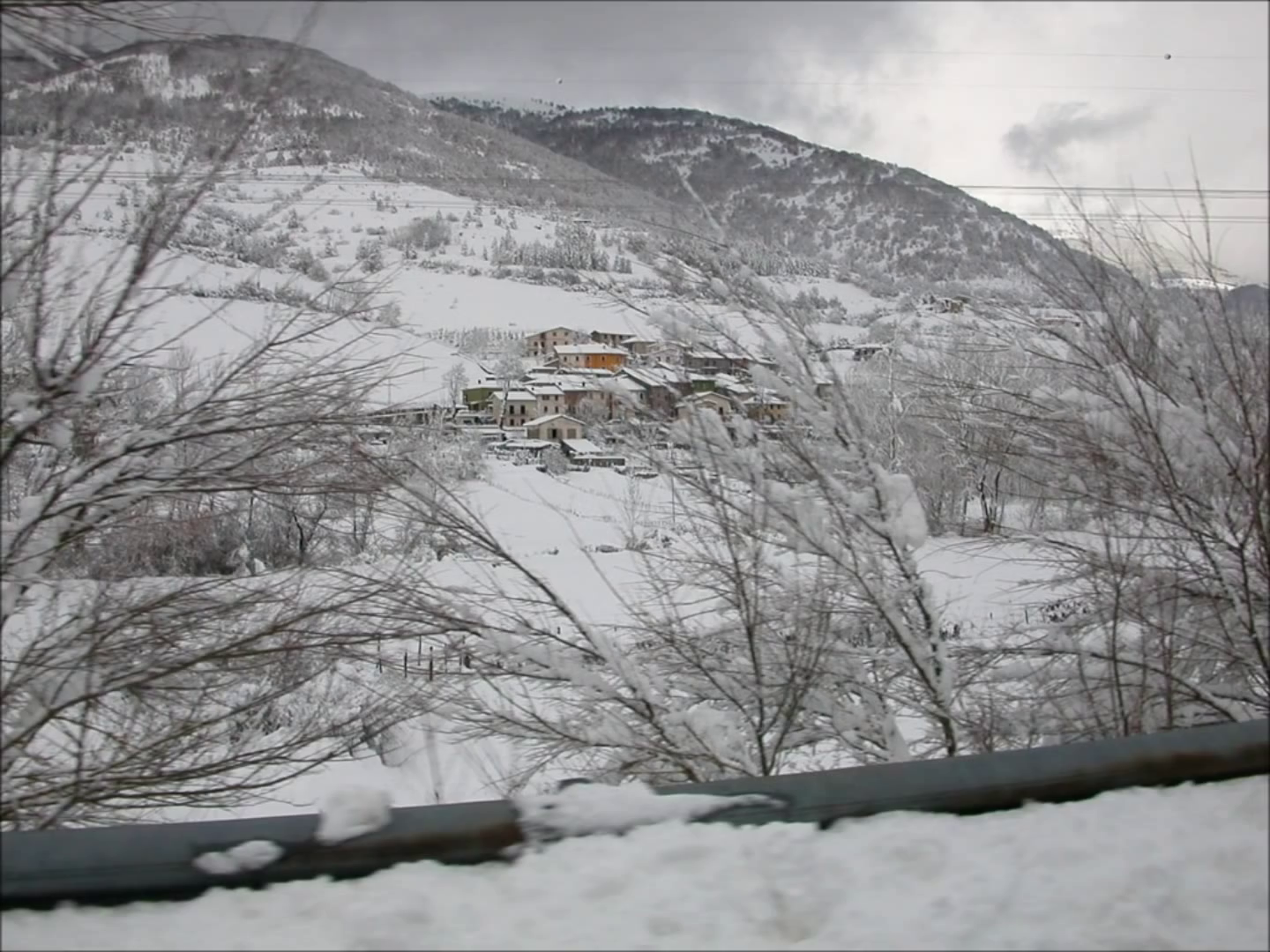
L'abitato di Posta, all'imbocco settentrionale delle gole

- a pochi metri dal Masso dell'Orso, resti di un muro di sostruzione della Via Salaria, in opera poligonale, alto 3,30 metri e lungo 9.[1]
- sempre nelle vicinanze del Masso dell'Orso, sulla sinistra, una pietra miliare dell'antica strada consolare che segna il miglio LXVIII, risalente all'epoca augustea, alta 2,35 metri e con forma di tronco di cono;[1]
- poco dopo, altre due rupi tagliate dai romani per il passaggio della strada (l'ultima alta 26 metri e lunga 36);[1]
- ad 8 km da Antrodoco si trova la località Lodonero e si apre verso Est la valle dell'Inferno, che sale sulle pendici del Terminillo;[1]
- a 9,5 km da Antrodoco si attraversa il paese di Sigillo;[1]
- poco prima di Posta, sulla sinistra, le Vene rosse, un taglio nella roccia di colore rossastro lungo 180 metri ed alto 16, che una leggenda popolare attribuisce all'azione diabolica di Cecco d'Ascoli, ma in realtà fa parte delle opere di ingegneria realizzate dai romani per il passaggio della strada.[1][5]

## Infrastrutture e trasporti
Le gole del Velino sono state sin dall'antichità un punto di passaggio molto importante: sono infatti l'unica via per aggirare il massiccio del monte Terminillo e raggiungere l'alta valle del Velino e l'amatriciano, dove si trova il Passo della Torrita che costituisce lo spartiacque appenninico tra Lazio e Marche.
Per questo già in epoca romana le gole erano attraversate dalla Via Salaria, strada consolare che collegava Roma all'Adriatico passando per Rieti ed Ascoli Piceno. Il passaggio della Salaria ha lasciato profonde tracce nell'ambiente delle gole, e ancora oggi sono visibili gli impegnativi interventi ingegneristici che in epoca antica furono portati avanti per facilitare il corso della strada (vedere la seguente sezione "Punti di interesse").
Oggi le gole sono attraversate dalla Strada statale 4 Via Salaria, che come la strada antica collega Roma all'Adriatico. Avrebbe dovuto attraversare le gole anche la Ferrovia Salaria, che però non fu mai costruita. Sia Antrodoco che Posta, ai due ingressi delle gole, sono degli importanti crocevia stradali: dalla prima città si diparte dalla Salaria la strada statale 17 per L'Aquila, dalla seconda la statale 471 per Leonessa, Cascia (Umbria) e Montereale (Abruzzo).

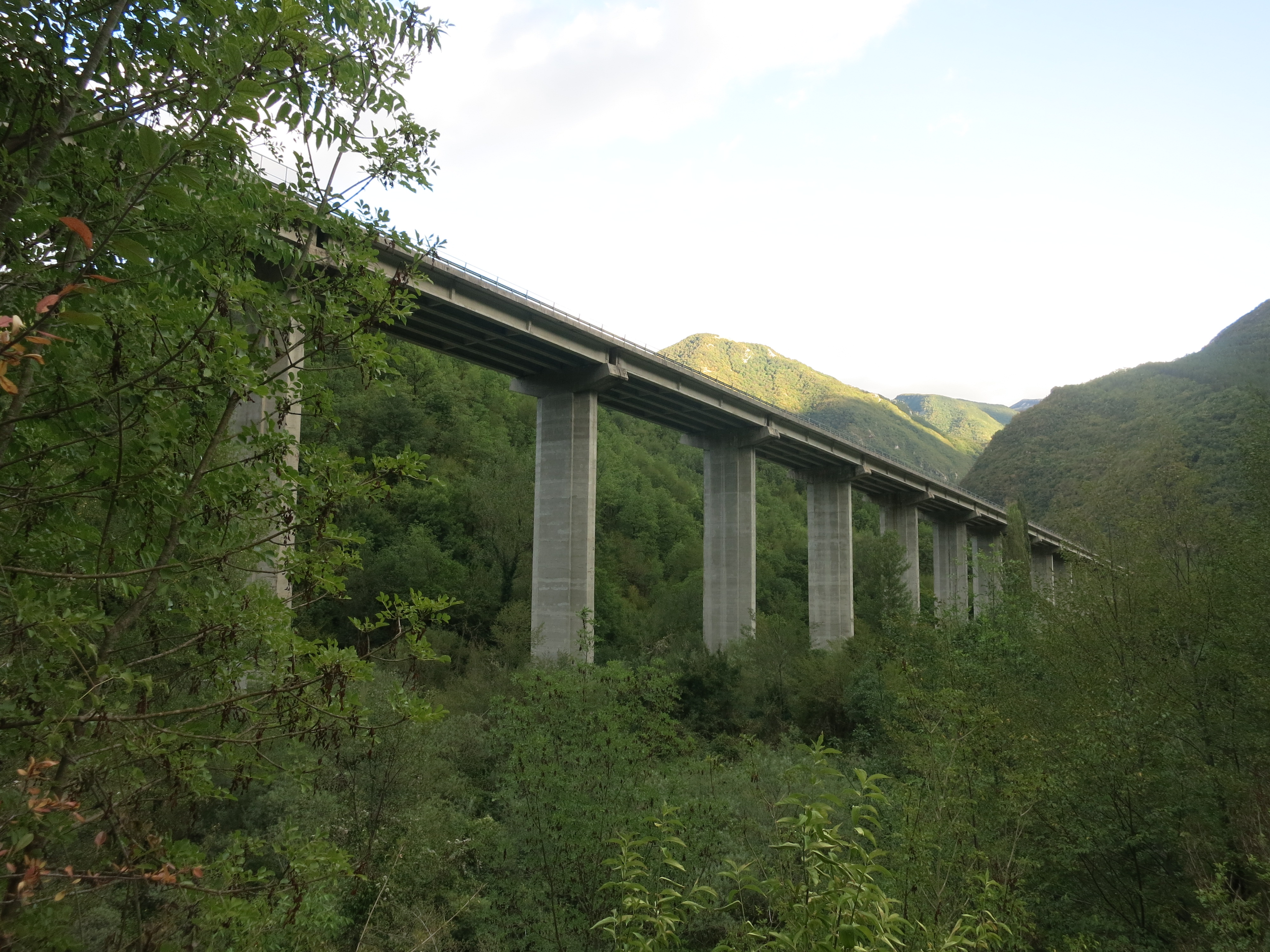
La strada statale 4 Via Salaria attraversa le gole con un viadotto

Nelle gole del Velino la Salaria è ancora oggi una strada piuttosto tortuosa e dalla carreggiata stretta, che segue un percorso non troppo diverso da quello della consolare romana, mentre da Posta in poi prosegue come strada a scorrimento veloce sebbene rimanga ad una sola carreggiata. L'ammodernamento del tratto Posta-Rieti è previsto dalla legge obiettivo e sono attualmente in corso i lavori per il primo tronco Posta-bivio Micigliano, che hanno suscitato molte critiche per via di uno svincolo che stava per essere realizzato a pochi metri dall'abbazia di San Quirico.